# Uzunoba su anbarı
Uzunoba su anbarı är en reservoar i Azerbajdzjan.  Den ligger i distriktet Nachitjevan, i den sydvästra delen av landet, 400 km väster om huvudstaden Baku. Uzunoba su anbarı ligger 956 meter över havet. Arean är 0,68 kvadratkilometer. Den sträcker sig 1,0 kilometer i nord-sydlig riktning, och 1,3 kilometer i öst-västlig riktning.
Trakten runt Uzunoba su anbarı består i huvudsak av gräsmarker. Runt Uzunoba su anbarı är det tätbefolkat, med 735 invånare per kvadratkilometer.